# Kanton Argenton-sur-Creuse
Argenton-sur-Creuse is een kanton van het Franse departement Indre. Het kanton maakt deel uit van de arrondissementen Châteauroux (12) en La Châtre (8).

## Gemeenten
Het kanton Argenton-sur-Creuse omvatte tot 2014 de volgende gemeenten:
- Argenton-sur-Creuse (hoofdplaats)
- Bouesse
- Celon
- Chasseneuil
- Chavin
- Le Menoux
- Mosnay
- Le Pêchereau
- Le Pont-Chrétien-Chabenet
- Saint-Marcel
- Tendu

Na de herindeling van de kantons bij decreet van 18 februari 2014 met uitwerking op 22 maart 2015 omvat het volgende gemeenten : 
- Argenton-sur-Creuse
- Badecon-le-Pin
- Baraize
- Bazaiges
- Bouesse
- Ceaulmont
- Celon
- Chasseneuil
- Chavin
- Cuzion
- Éguzon-Chantôme
- Gargilesse-Dampierre
- Le Menoux
- Mosnay
- Le Pêchereau
- Pommiers
- Le Pont-Chrétien-Chabenet
- Saint-Marcel
- Tendu
- Velles